# Sosna (Kwilina)
Sosna – przysiółek wsi Kwilina w Polsce, położony w województwie świętokrzyskim, w powiecie włoszczowskim, w gminie Radków.
Przysiółek należy do sołectwa Kwilina.
W latach 1975–1998 przysiółek administracyjnie należał do województwa częstochowskiego.